# HD 149026
HD 149026，七公增十七 (Ogma)是一個位在武仙座的恆星，星等為8，距離地球260光年，目前已發現一個稱作HD 149026b的行星環繞著它。